# Bundesvision Song Contest 2005
La prima edizione del Bundesvision Song Contest si è svolta il 12 febbraio 2005 presso la König Pilsener Arena di Oberhausen, nel länder Renania Settentrionale-Vestfalia.
Il concorso si è articolato in un'unica finale condotta da Stefan Raab, Annette Frier e Oliver Pocher (quest'ultimo direttamente dalla green room, dove gli artisti si rilassavano dopo la loro esibizione in attesa dei risultati).
Il programma è ispirato all'Eurovision Song Contest, ed è ideato dallo stesso Raab, in questo concorso partecipano tutti e 16 gli stati federati della Germania detti Länder. È stato il primo programma tedesco ad essere trasmesso con questo tipo di format.
I vincitori sono stati i Juli per l'Assia con Geile Zeit.
A differenza dell'ESC, dove non è permesso votare per il proprio paese, infatti in questa edizione 14 dei 16 Länder partecipanti si sono autoassegnati il massimo punteggio (12 punti). Gli unici che non si sono auto assegnati i 12 punti sono stati la Renania Settentrionale-Vestfalia e la Renania Palatinato, che tuttavia si sono autoasseganti i 10 punti.

## Organizzazione
L'idea del Bundesvision è stata annunciata per la prima volta durante il late show TV Total condotto da Stefan Raab, già rappresentante dello stato all'Eurovision Song Contest 2000, nel 20 dicembre 2004.
Il formato della competizione è molto simile a quella dell'Eurovision Song Contest, tenuto tra i paesi europei; il Bundesvision Song Contest utilizza i sedici Stati federati della Germania, dove presentano canzoni con testo (almeno in parte) in lingua tedesca, inoltre Raab ha anche annunciato che lo stato vincitore avrebbe ospitato l'edizione successiva.
Poiché non sono stati trovati rappresentanti adatti per tutti i Länder, alcuni artisti hanno rappresentato altri stati, ai quali non avevano un legame diretto, come nel caso della band Klee originari di Colonia, Renania Settentrionale-Vestfalia, ma che al concorso hanno rappresentato la Saarland. Questa scelta ha suscitato le prime critiche e controversie del concorso.

## Stati federali partecipanti
Dal 17 gennaio 2005, su TV Total è stato programmato un format speciale di quattro settimane dove sono stati presentati ufficialmente i partecipanti al concorso con i loro brani, oltre ad essere intervistati dallo stesso Stefan Raab.
| Stato                                            | Artista                          | Brano                              | Lingua           |
| ------------------------------------------------ | -------------------------------- | ---------------------------------- | ---------------- |
| Amburgo                                          | Samy Deluxe                      | Generation                         | Tedesco          |
| Assia                                            | Juli                             | Geile Zeit                         | Tedesco          |
| Baden-Württemberg                                | Apocalyptica feat. Marta Jandová | Wie Weit                           | Tedesco          |
| Bassa Sassonia                                   | Mousse T. & Emma Lanford         | Right About Now                    | Inglese, tedesco |
| Baviera                                          | Slut                             | Why Pourquoi (I Think I Like You)  | Inglese, tedesco |
| Berlino                                          | Sido & Brainless Wankers         | Mama ist stolz                     | Tedesco          |
| Brandeburgo                                      | Virginia Jetzt!                  | Wahre Liebe                        | Tedesco          |
| Brema                                            | Lukas Hilbert feat. Trina        | Kommt meine Liebe nicht bei dir an | Tedesco          |
| Meclemburgo-Pomerania Anteriore                  | Deichkind                        | Electric Super Dance Band          | Tedesco, inglese |
| Renania-Palatinato                               | Sandy feat. Manuellsen           | Unexpected                         | Inglese, tedesco |
| Renania Settentrionale-Vestfalia (organizzatore) | Mamadee feat. Gentleman          | Lass los                           | Tedesco          |
| Saarland                                         | Klee                             | Gold                               | Tedesco          |
| Sassonia                                         | De Randfichten                   | Jetzt geht die Party richtig los   | Tedesco          |
| Sassonia-Anhalt                                  | Jansen & Kowalski                | Mamacita                           | Tedesco          |
| Schleswig-Holstein                               | Fettes Brot                      | Emanuela                           | Tedesco          |
| Turingia                                         | Clueso                           | Kein Bock zu gehen                 | Tedesco          |

## Finale
| N° | Stato                            | Artista                          | Brano                              | Punti | Posizione |
| -- | -------------------------------- | -------------------------------- | ---------------------------------- | ----- | --------- |
| 01 | Renania Settentrionale-Vestfalia | Mamadee feat. Gentleman          | Lass los                           | 10    | 15°       |
| 02 | Amburgo                          | Samy Deluxe                      | Generation                         | 44    | 9°        |
| 03 | Renania-Palatinato               | Sandy feat. Manuellsen           | Unexpected                         | 10    | 15°       |
| 04 | Brema                            | Lukas Hilbert feat. Trina        | Kommt meine Liebe nicht bei dir an | 31    | 11°       |
| 05 | Baviera                          | Slut                             | Why Pourquoi (I Think I Like You)  | 17    | 12°       |
| 06 | Brandeburgo                      | Virginia Jetzt!                  | Wahre Liebe                        | 54    | 8°        |
| 07 | Schleswig-Holstein               | Fettes Brot                      | Emanuela                           | 130   | 2°        |
| 08 | Saarland                         | Klee                             | Gold                               | 37    | 10°       |
| 09 | Sassonia                         | De Randfichten                   | Jetzt geht die Party richtig los   | 71    | 6°        |
| 10 | Baden-Württemberg                | Apocalyptica feat. Marta Jandová | Wie weit                           | 77    | 5°        |
| 11 | Sassonia-Anhalt                  | Jansen & Kowalski                | Mamacita                           | 15    | 13°       |
| 12 | Assia                            | Juli                             | Geile Zeit                         | 159   | 1°        |
| 13 | Turingia                         | Clueso                           | Kein Bock zu gehen                 | 63    | 7°        |
| 14 | Berlino                          | Sido & Brainless Wankers         | Mama ist stolz                     | 113   | 3°        |
| 15 | Meclemburgo-Pomerania Anteriore  | Deichkind                        | Electric Super Dance Band          | 12    | 14°       |
| 16 | Bassa Sassonia                   | Mousse T. & Emma Lanford         | Right About Now                    | 85    | 4°        |

## Totale votazione
| Renania Settentrionale-Vestfalia | 10  | 10 |    |    |    |    |    |    |    |    |    |    |    |    |    |    |    |
| Amburgo                          | 44  | 1  | 12 | 2  | 5  | 2  |    | 8  | 4  |    | 4  |    | 1  |    | 1  | 2  | 2  |
| Renania Palatinato               | 10  |    |    | 10 |    |    |    |    |    |    |    |    |    |    |    |    |    |
| Brema                            | 31  | 2  |    | 1  | 12 |    | 3  |    | 1  | 1  | 1  |    |    | 3  |    | 1  | 6  |
| Baviera                          | 17  |    | 1  |    | 1  | 12 |    |    |    |    |    |    |    |    | 3  |    |    |
| Brandeburgo                      | 54  |    |    |    |    | 1  | 12 | 3  |    | 6  | 2  | 5  | 2  | 4  | 8  | 6  | 5  |
| Schleswig-Holstein               | 130 | 8  | 10 | 8  | 8  | 8  | 6  | 12 | 8  | 8  | 8  | 6  | 10 | 7  | 7  | 8  | 8  |
| Saarland                         | 37  |    | 2  |    | 3  |    | 1  | 4  | 12 | 2  |    | 2  | 3  | 2  | 5  |    | 1  |
| Sassonia                         | 71  | 5  |    | 4  |    | 4  | 7  | 1  | 3  | 12 | 3  | 8  | 6  | 8  | 2  | 5  | 3  |
| Baden-Württemberg                | 77  | 4  | 6  | 5  | 4  | 5  | 4  | 5  | 5  | 5  | 12 | 3  | 5  | 6  |    | 4  | 4  |
| Sassonia-Anhalt                  | 15  |    | 3  |    |    |    |    |    |    |    |    | 12 |    |    |    |    |    |
| Assia                            | 159 | 12 | 8  | 12 | 7  | 10 | 8  | 10 | 10 | 10 | 10 | 10 | 12 | 10 | 10 | 10 | 10 |
| Turingia                         | 63  | 3  | 5  | 3  | 2  | 3  | 5  | 2  | 2  | 4  | 5  | 4  | 4  | 12 | 6  | 3  |    |
| Berlino                          | 113 | 7  | 4  | 6  | 6  | 7  | 10 | 6  | 7  | 7  | 7  | 7  | 8  | 5  | 12 | 7  | 7  |
| Meclemburgo-Pomerania Anteriore  | 12  |    |    |    |    |    |    |    |    |    |    |    |    |    |    | 12 |    |
| Bassa Sassonia                   | 85  | 6  | 7  | 7  | 10 | 6  | 2  | 7  | 6  | 3  | 6  | 1  | 7  | 1  | 4  |    | 12 |